# MDN Web Docs
MDN Web Docs（舊稱Mozilla Developer Network、Mozilla Developer Center，简称MDN）是一個汇集众多Mozilla基金會產品和網路技術開發文档的免费網站。

## 歷史
該計畫始於2005年，最初由Mozilla公司員工Deb Richardson領導。自2006年以來，文档工作由Eric Shepherd領導。
網站最初的內容是由DevEdge提供，但在AOL收購Netscape後，DevEdge網站也宣佈關閉。為此Mozilla基金會向AOL取得了DevEdge釋出的內容，同時將DevEdge內容搬移到mozilla.org。
MDN本身有一個論壇，并在Mozilla IRC網絡上有一個IRC頻道#mdn。MDN由Mozilla公司提供服務器和員工的資助。
2016年10月3日發表的Brave網頁瀏覽器將MDN作為其搜尋引擎選項之一。
2020年12月，MDN开始实行新的内容贡献方式，从动态Wiki站点迁移到以GitHub为中心的Yari。
2022年3月，MDN界面改版，包含重新设计的Logo。

## 外部連結
- 官方网站
- GitHub上的MDN Web Docs
- GitHub上的网站源代码